# Wolfgang Birke
Wolfgang Birke (* 2. November 1931 in Pirna; † 12. August 2015 in Berlin) war ein deutscher Generalmajor und Abteilungsleiter der Abteilung XI „Zentrales Chiffrierorgan“ (ZCO) im Ministerium für Staatssicherheit (MfS) der DDR.

## Leben
Birke, Sohn eines Musikers, wurde nach der Volksschule und einer Lehre als Bäcker 1950 Kursant der Nachrichtenschule der Volkspolizei Pirna, dann Kommissar bei der Bereitschaft der Kasernierten Volkspolizei. 1950 trat er in die SED ein. 1951 wurde Birke Offizier für Nachrichtenverbindungen bei der Hauptverwaltung Ausbildung der Volkspolizei, später beim Stab der Kasernierten Volkspolizei in Ost-Berlin.
1956 ging Birke zum Ministerium für Staatssicherheit (MfS) und war bis 1965 in der Abteilung XI, zuständig für Chiffrierwesen, tätig. Von 1965 bis 1971 absolvierte Birke ein Fernstudium an der Juristischen Hochschule des MfS in Potsdam-Eiche, welches er als Diplom-Jurist abschloss. Als Oberstleutnant wurde Birke 1971 stellvertretender Leiter und 1974 mit gleichzeitiger Beförderung zum Oberst Leiter der Abteilung XI. 1984 wurde er von Erich Honecker zum Generalmajor ernannt. Birke wurde mit der Auflösung des MfS im Zuge der Wende und friedlichen Revolution in der DDR 1990 entlassen. Er starb im Alter von 83 Jahren.